# Pädagogische Akademie Frankfurt (Oder)

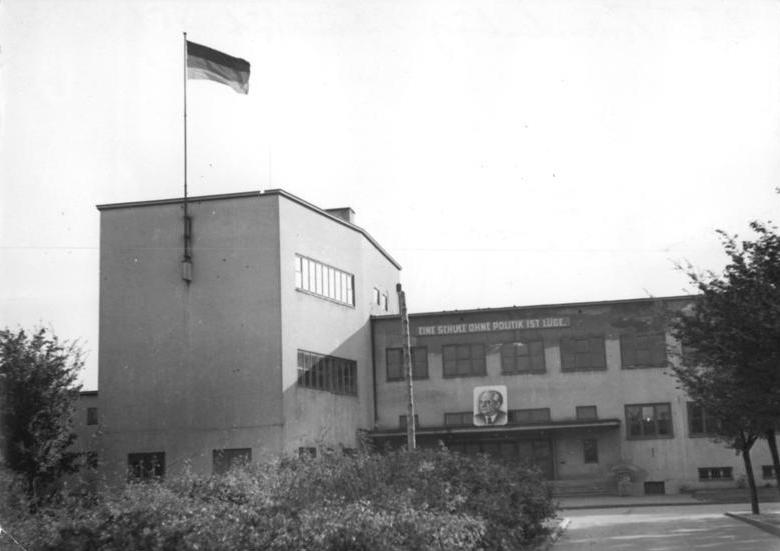
Weitergenutztes Gebäude 1951

Die Pädagogische Akademie Frankfurt (Oder) war eine Einrichtung der preußischen Lehrerbildung in Frankfurt (Oder). Der 1930 bis 1935 nach Entwürfen von Hans Petersen im Stile des Funktionalismus erbaute Gebäudekomplex befindet sich in der Friedrich-Ebert-Straße 52. Das Gebäude wurde ursprünglich für die reformpädagogische Pädagogische Akademie errichtet.
Von 1930 bis 1932 war Otto Haase der Direktor der Pädagogischen Akademie. Bedeutende Professoren waren Gerhard Bohne (Religionspädagoge), Hermann Mitgau (Staatsbürgerkunde), Hans Bohnenkamp (Pädagogik und Philosophie).
Nach einer kurzen Schließung aus Spargründen betrieb der NS-Staat ab 1934 bis zur kriegsbedingten Einstellung 1939 eine Hochschule für Lehrerbildung (HfL) unter Albrecht Burchard und darauf Oswald Muris, die über eine systemtreue Ausrichtung wachten. Die offizielle Auflösung aller HfL erfolgte 1941.
In der DDR wurde es auch als Institut für Lehrerbildung genutzt. Im Jahr 1974 wurde das Gebäude im Inneren nach Plänen von Dietrich Kloppstech umgestaltet und beherbergte bis zur Wende die Bezirks- und Kreisleitung der SED. Heute wird der Gebäudekomplex vom Gauß-Gymnasium genutzt.